# Beraubungssieg
Als Beraubungssieg bezeichnet man bei Brettspielen eine spezielle Art des Sieges einer Partie. Generell bedeutet es: Ein Spieler hat infolge des Spielverlaufes so viele Steine verloren, dass er keine Möglichkeit mehr hat, in dieser Partie zu siegen oder ein Remis zu erreichen. Damit hat der andere Teilnehmer der Partie gewonnen.
In älteren Schachvarianten, wie im arabischen Schatrandsch oder im Grande Acedrex, gilt es als Sieg, wenn eine Seite außer den Königen nur einen Stein mehr behält als die andere, selbst wenn sie damit nicht Matt setzen kann. Dies war der Tatsache geschuldet, dass mit den in den jeweiligen Regularien vorgegebenen Steinen, vor allem den verschiedenen Springern, ein Matt nur schwer zu erreichen war.
Im modernen Schach wird ein solches Spielende dagegen als Remis gewertet, weil es deutlich mehr Möglichkeiten zum Mattsetzen gibt. Jedoch plädierten prominente Spieler aus der ersten Hälfte des zwanzigsten Jahrhunderts, so z. B. der damalige Schachweltmeister Emanuel Lasker oder die Schachmeister bzw. Großmeister Aaron Nimzowitsch, Rudolf Spielmann und Richard Réti, für die Wiedereinführung des Beraubungssieges (und des Patt-Sieges) als regulären Sieg statt als Remis, allerdings mit geringerer Wertigkeit als ein Matt oder eine Aufgabe der Partie. In jüngster Zeit (Juni 2015) griff der Fernschach-Großmeister Arno Nickel diese Idee in einem offenen Brief an den Weltfernschachbund (ICCF) wieder auf.
In anderen Brettspielen wird der Beraubungssieg nach wie vor als Sieg gewertet, auch wenn er nicht ausdrücklich „Beraubungssieg“ genannt wird. Dies ist z. B. beim Mühle-Spiel der Fall: wenn ein Spieler nur noch zwei Steine hat, kann er keine „Mühle“ mehr aufbauen und infolgedessen keine gegnerischen Steine mehr wegnehmen. Damit ist die Partie für den anderen Spielpartner gewonnen.
Beim Dame-Spiel wiederum (siehe Diagramm rechts) wird bis zum Verlust des letzten Steines fortgesetzt.
Numerische Überlegenheit ist in diesen Spielen keine Garantie für den Sieg.